# Montgardon
Montgardon ist eine Ortschaft auf der Halbinsel Cotentin im Westen Frankreichs. Die vormalige Gemeinde und heutige Commune déléguée mit 469 Einwohnern (Stand 1. Januar 2022) gehört zur Normandie und zum Département Manche. Sie wurde mit Wirkung vom 1. Januar 2016 mit Baudreville, Bolleville, Glatigny, La Haye-du-Puits, Mobecq, Saint-Rémy-des-Landes, Saint-Symphorien-le-Valois und Surville zur Commune nouvelle La Haye zusammengelegt. Nachbarorte sind Surville im Nordwesten, Saint-Symphorien-le-Valois im Norden, La Haye-du-Puits im Osten, Angoville-sur-Ay im Südosten, Saint-Germain-sur-Ay im Süden, Bretteville-sur-Ay im Südwesten und Glatigny im Westen.

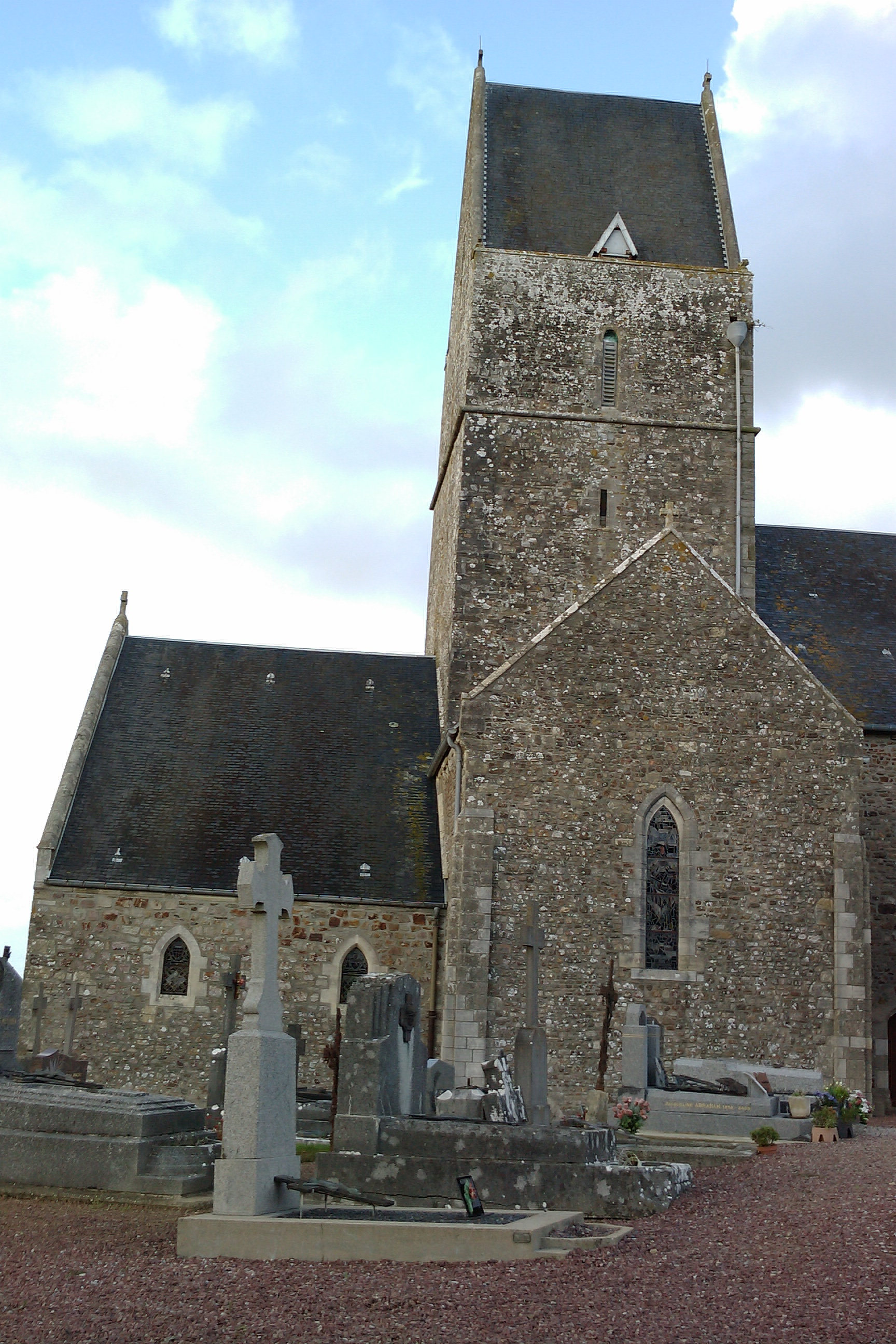
Himmelfahrts-Kirche

## Bevölkerungsentwicklung
| Jahr      | 1962 | 1968 | 1975 | 1982 | 1990 | 1999 | 2008 | 2015 |
| --------- | ---- | ---- | ---- | ---- | ---- | ---- | ---- | ---- |
| Einwohner | 485  | 477  | 430  | 410  | 386  | 417  | 405  | 448  |